# Lord Kinloss
Lordowie Kinloss 1. kreacji (parostwo Szkocji)
- 1602–1611: Edward Bruce, 1. lord Kinloss
- 1611–1613: Edward Bruce, 2. lord Kinloss
- 1613–1663: Thomas Bruce, 1. hrabia Elgin i 3. lord Kinloss
- 1663–1685: Robert Bruce, 1. hrabia Ailesbury, 2. hrabia Elgin i 4. lord Kinloss
- 1685–1741: Thomas Bruce, 2. hrabia Ailesbury, 3. hrabia Elgin i 5. lord Kinloss
- 1741–1747: Charles Bruce, 3. hrabia Ailesbury, 4. hrabia Elgin i 6. lord Kinloss
- 1747–1789: James Brydges, 3. książę Chandos i 7. lord Kinloss
- 1789–1836: Anne Elizabeth Temple-Nugent-Brydges-Chandos-Grenville, 8. lady Kinloss
- 1836–1861: Richard Plantagenet Temple-Nugent-Brydges-Chandos-Grenville, 2. książę Buckingham i Chandos oraz 9. lord Kinloss
- 1861–1889: Richard Plantagenet Campbell Temple-Nugent-Brydges-Chandos-Grenville, 3. książę Buckingham i Chandos oraz 10. lord Kinloss
- 1889–1944: Mary Morgan-Grenville, 11. lady Kinloss
- 1944 -: Beatrice Mary Grenville Freeman-Grenville, 12. lady Kinloss

Najstarszy syn 12. lady Kinloss: Bevil David Stewart Chandos Freeman-Grenville, Master of Kinloss